# Клан О'Кіфф

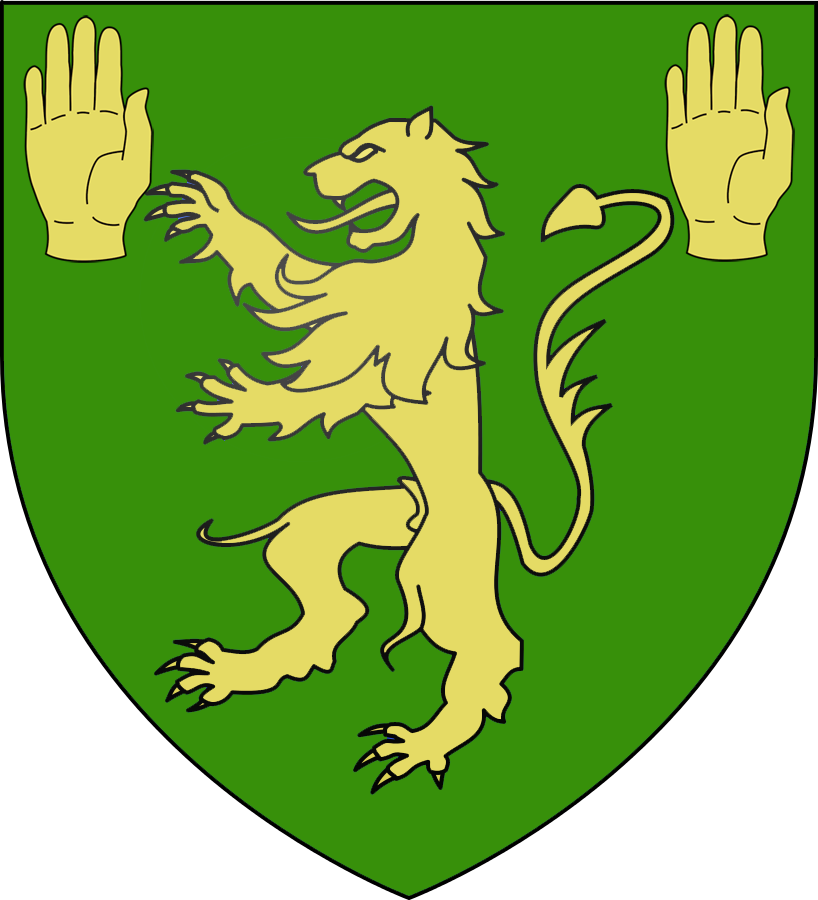
Герб вождів клану О'Кіфф.

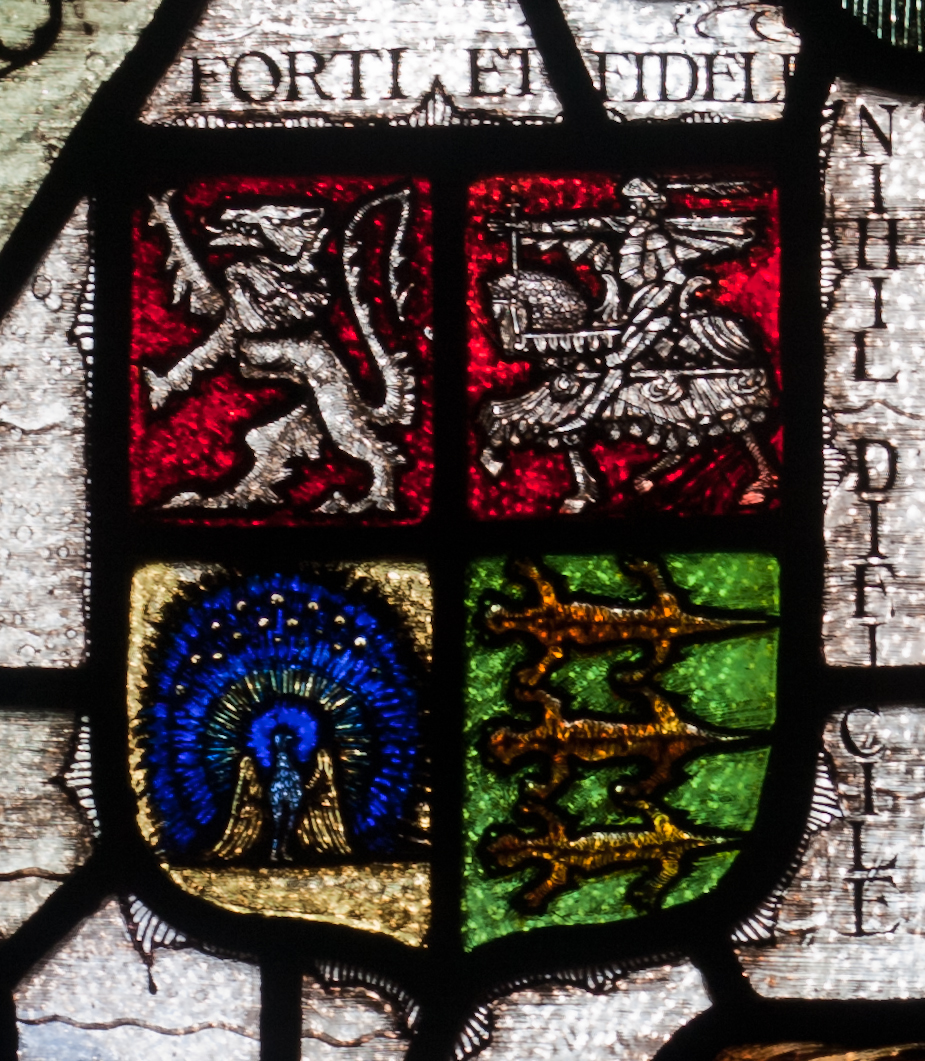
Герб і девіз клану О'Кіфф на вітражі в Вексфорді згідно досліджень Генрі Кларка.

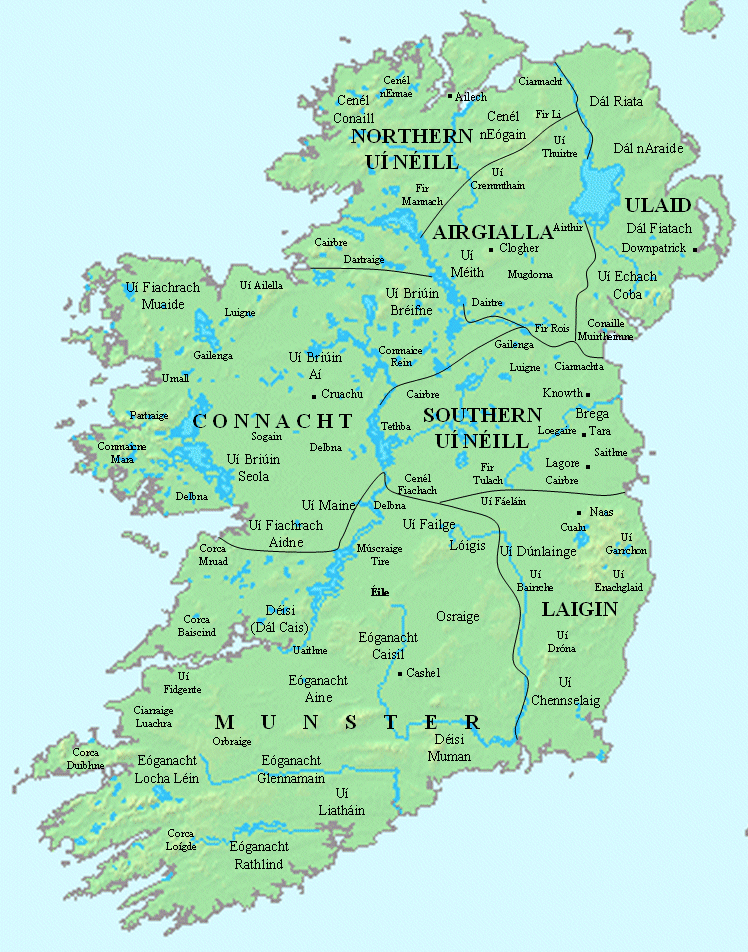
Племена, королівства, найбільші клани в Ірландії в ранньому середньовіччі біля 800 року.

Клан О'Кіфф (англ. — Clan O'Keeffe, ірл. — Clan Ó Caoimh) — клан О'Кайв, О'Кавь — один із кланів Ірландії. Володів землями на заході графства Корк, землями Фермой та Дюгаллоу. Назва клану походить від ірландського слова «кав» (ірл. — caomh) — добрий, ніжний. Жіноча форма назви клану — Ні Хавь (ірл. — Ní Chaoimh). Клан виник як септа клану Еоганахт Глендамнах. Люди цього клану колись були королями давнього королівства Манстер (Муму) в VI—VIII століттях.

## Девіз клану
Forti et fideli nihil difficile — Хороброму і вірному нічого не важко (лат.)

## Ірландські форми назв клану
- Чоловік — О'Кайв (ірл. — Ó Caoimh)
- Дочка — Ні Хавь (ірл. — Ní Chaoimh)
- Дружина (повністю) — Бан Ві Хавь (ірл. — Bean Uí Chaoimh)
- Дружина (скорочено) — Ві Хавь (ірл. — Uí Chaoimh)

## Історія клану О'Кіфф
Людина на ім'я Кав (ірл. — Caomh), що вважається засновником клану О'Кіфф, жила на початку XI століття і був нащадком Кахала Мак Фінгвіна (ірл. — Cathal Mac Finguin) — короля Манстера (Муму). Кахал Мак Фінгвін вважається найсильнішим королем в Ірландії в першій половині VIII століття. Ці люди належали до клану Еоганахта Глендамнах. Клан О'Кіфф виник як септа цього клану.
Самі люди клану О'Кіфф стверджували, що вони походять від богині Кліодна. Кав познайомився з двома жінками зі світу богів (Сіду) — Кліодною та Айбелл, що закохались в нього, але він віддав перевагу Кліодні, яка застосувала чаклунство, щоб здобути його любов.
Клан О'Кіфф володів землями в графстві Корк. Спочатку володіння клану були вздовж річки Блеквотер (Чорна Вода), біля сучасних земель Фермой. Клан активно воював в XII столітті з іншими ірландськими кланами, зокрема з кланом О'Коннор Еоганахт та з різними королівськими династіями та кланами Манстера.
Проте після англо-норманського завоювання Ірландії, як і багато інших ірландських кланів, клан О'Кіфф змушений був переселитися на захід, зокрема з землі Дюгаллоу. І ця земля з того часу стала відома як Побал О'Кіфф. Старша гілка клану називалась Дромах (ірл. — Dromagh) і землі, які вона зеселила, які стали називатись Дромтарріфф (ірл. — Dromtarriff). Останнім вождем цієї гілки був Домналл О'Кі Дромах (пом. 1655), один з лідерів повстання за незалежність Ірландії в 1640 році. Його сином був капітан Даніель О'Кіфф, що загинув під час так званих Вільямітських (Якобітських) війн в битві під Авгрім в 1691 році. Він був активним прибічником скинутого короля-католика Якова II. Його маєтки і землі були конфісковані в 1703 році і передані компанії «Холлоу Блейдс Компані».
Але навіть в нинішні часи на землях Побал О'Кіфф прізвище О'Кіфф є найбільш поширеним, як і в прилеглих землях графствах Корк. За межами цих земель прізвище зустрічається рідко. У 1890 році 2/3 населення крафства Корк носило прізвище О'Кіфф.
Вожді клану О'Кіфф були позбавлені шляхетних титулів у володіннях короля Англії, тому мусили тікати з Ірландії і йти на службу до різних католицьких монархів Європи. У 1740 році Констянтин О'Кіфф (нар. 1670 року) отримав у Франції шляхетний титул на основі свого ірландського родоводу і завдяки своїй службі королю Франції. У Франції, в Шампані нині живе чимало людей з прізвищем Куф (фр. — Cuif), які є нащадками людей з клану О'Кіфф, що пішли на службу королю Франції солдатами. Відомо багато варіантів запису прізвища О'Кіфф, що виникли внаслідок помилок церковних писарів.

## Відомі люди клану О'Кіфф
- Бріан О'Кув (ірл. — Brian Ó Cuív) (1916—1999) — ірландський філолог.
- Альфред Генрі О'Кіфф (1858—1941) — новозеландський вчитель.
- Бен О'Кіфф (нар. 1989) — новозеландський лікар та суддя регбі.
- Кіаран О'Кіфф (нар. 1971) — психолог.
- Даніель О'Кіфф (нар. 1943) — адвокат та суддя верховного суду Ірландії.
- Ден О'Кіфф (1907—1967) — ірландський футболіст.
- Даррен О'Кіфф (нар. 1978) — ірландський футболіст.
- Девід О'Кіфф — юрист, професор.
- Денніс О'Кіфф — соціолог, професор.
- Еойн О'Кіфф (нар. 1979) — композитор.
- Джорджія О'Кіфф (1887—1986) — художниця та артистка.
- Джеймс О'Кіфф (1912—1986) — ірландський політик, належав до партії «Фіне Гел».
- Джім О'Кіфф (нар. 1941) — ірландський політик.
- Джонатан О'Кіфф (нар. 1977) — ірландський артист.
- Кайн О'Кіфф (нар. 1987) — австралійський артист.
- Крістіна Байр О'Кіфф (нар. 1966) — американська новелістка.
- Лоренс О'Кіфф (1931—2003) —  дипломат, посол в Чехословаччині під час «Оксамитової революції».
- Майлс О'Кіфф (нар. 1954) — американський актор.
- Наташа О'Кіфф (нар. 1987) — акторка.
- Нед О'Кіфф (нар. 1942) — ірландський політик.
- Падрайг О'Кіфф (1887—1963) — ірландський музикант.
- Патрік О'Кіфф (нар. 1973) — ірландський політик.
- Патрік О'Кіфф (нар. 1964) — письменник.
- Шон О'Кіфф (нар. 1971) —  фінансист.
- Сюзанна О'Кіфф — ірландська журналістка та політична діячка.
- Тімоті О'Кіфф (1926—1994) — ірландський редактор та видавець.